# Elevador Lacerda

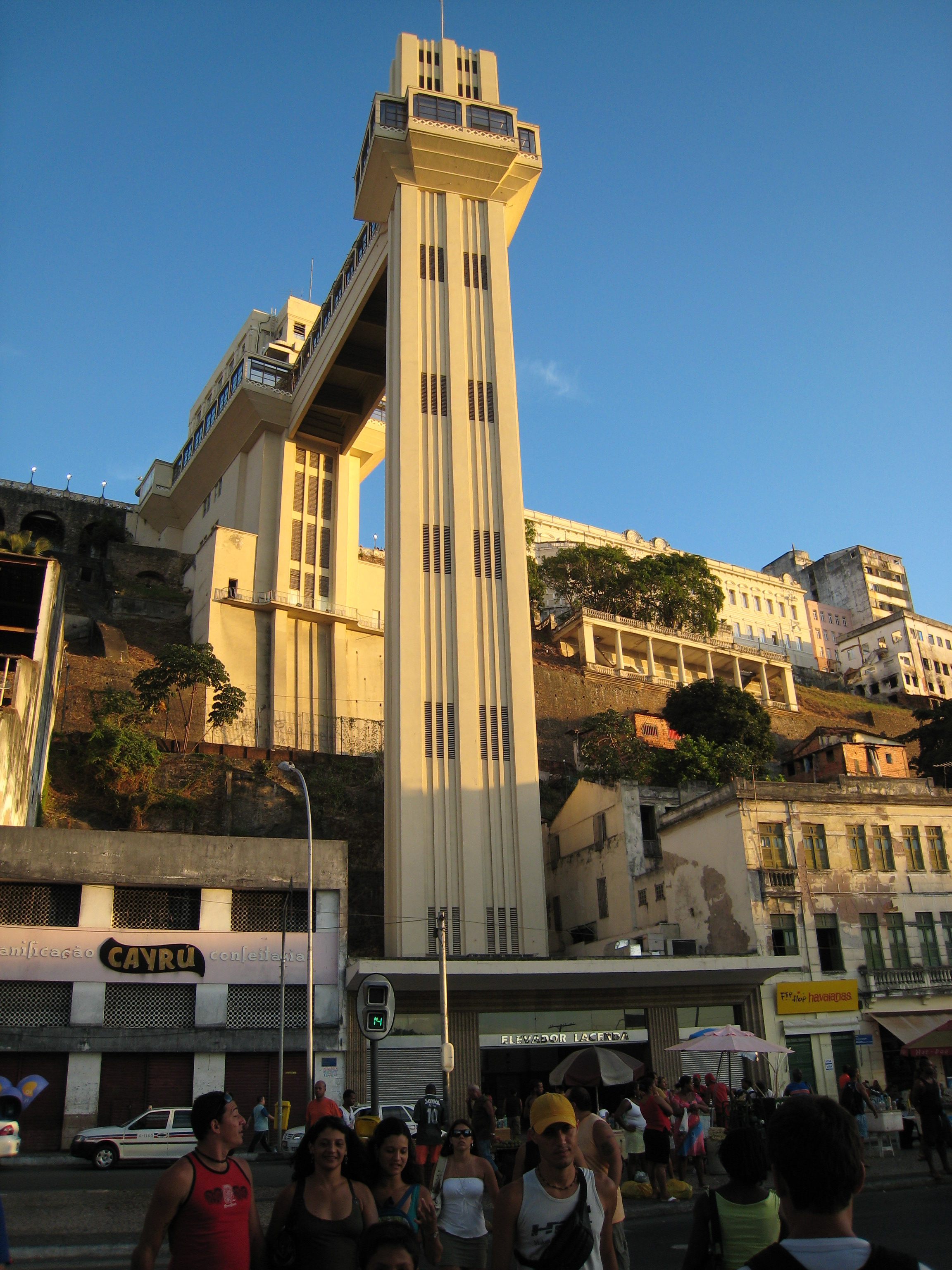
L'Elevador Lacerda

L'Elevador Lacerda è l'ascensore di Salvador de Bahia che collega la Città Bassa (Cidade Baixa) con il quartiere storico sopraelevato di Pelourinho.

## Storia e descrizione
Fatto costruire dal mercante Antônio Francisco de Lacerda nel 1873, sostituì una carrucola manuale installata dai gesuiti. L'aspetto attuale risale ai lavori degli anni trenta del Novecento, quando fu ricostruito in stile déco.
Collegamento privilegiato tra la Praça Tomé de Sousa nella città Alta e la Praça Cairu nella Città Bassa, si stima che sia utilizzata ogni giorno da 30.000 persone. Dotato di quattro ascensori che sono attivati a rotazione, copre il tratto verticale di 72 metri in circa 30 secondi, per 15 centesimi di reais a tratta.

## Restauri
L'Elevador deve subire lavori per la costante messa in sicurezza, ma furono fatti 5 grandi restauri: 
1. in luglio 1906 per l'elettrificazione;

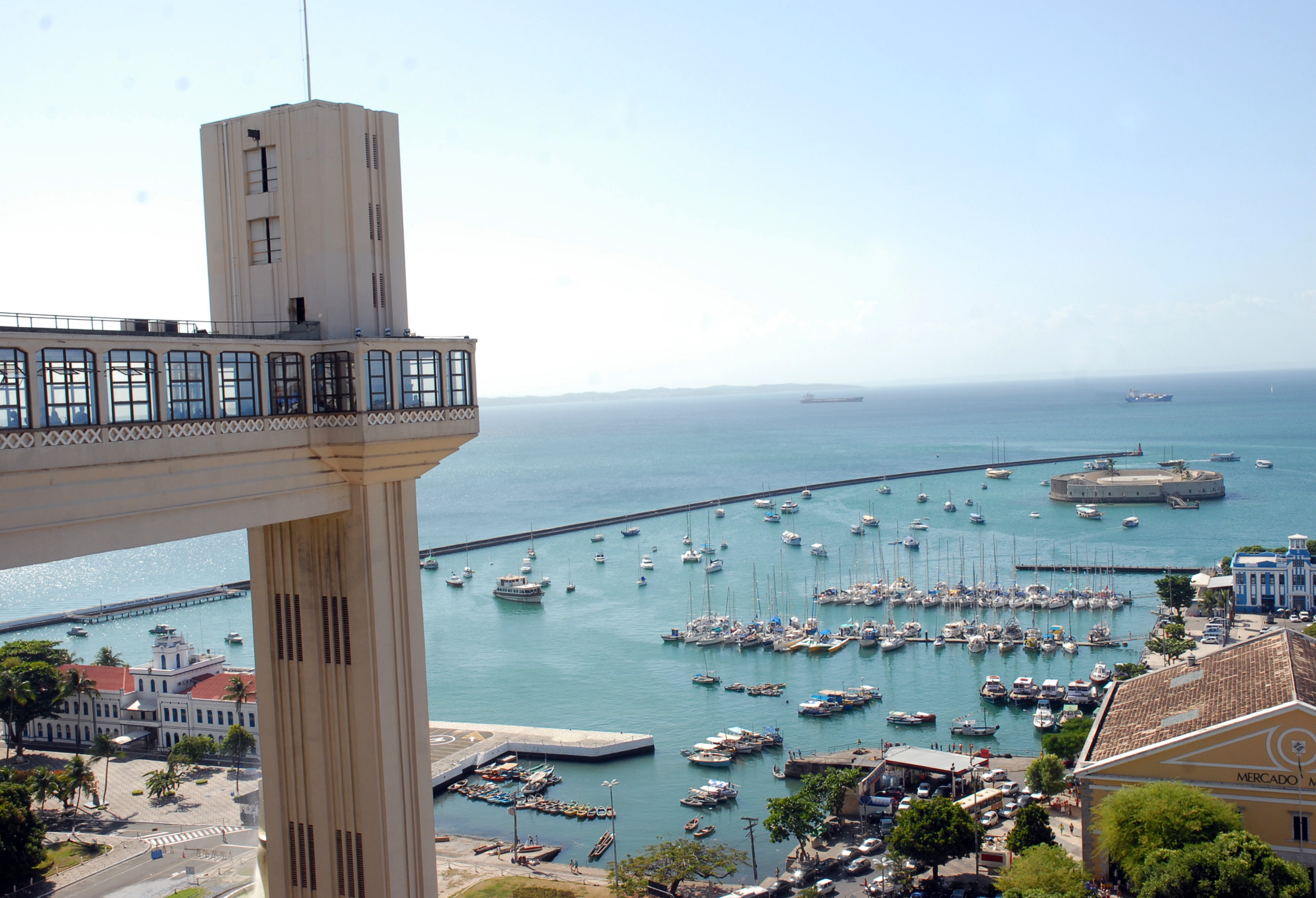
La baia di Todos os Santos vista dll'alto di Salvador de Bahia, a sinistra, l'Elevador Lacerda e a destra il Mercado Modelo.

2. nel 1930 sono stati aggiunti due ascensori e una nuova torre;
3. alla fine degli anni 1950 c'è stata una importante riforma meccanica;
4. all'inizio degli anni 1980 c'è stata una revisione nella struttura del calcestruzzo;
5. nel 1997 è stata fatta una revisione su tutto il macchinario elettrico ed elettrotecnico.